# 乳製品

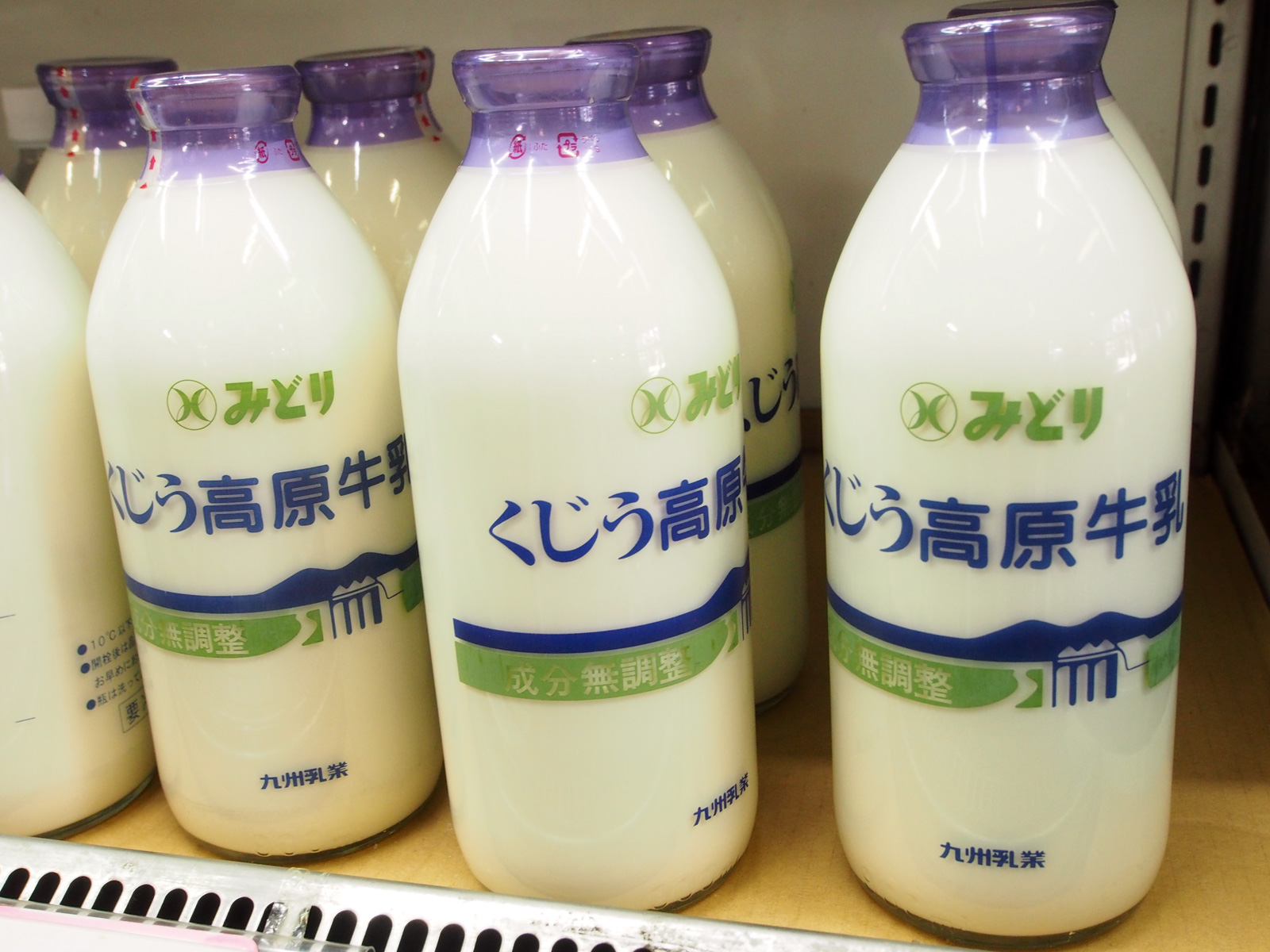
牛乳は乳製品の1つ

乳製品（にゅうせいひん）とは、動物の乳、特に牛乳を加工して作られる製品の総称。乳製品を製造することを製酪または製乳という。

## 国際規格
国連食糧農業機関（FAO）と世界保健機関（WHO）が合同で設立した国際政府間組織であるコーデックス委員会（Codex Alimentarius Commission）のコーデックス規格食品分類表では以下のように定める。
| 01.0 食品分類02.0の製品を除く乳製品及び類似製品 |
| --- |
| 01.1 乳及び乳飲料 - 01.1.1 乳及びバターミルク（プレーン） - 01.1.2 着香及び／又は発酵乳飲料（チョコレートミルク、ココア、エッグノッグ、ヨーグルト飲料、ホエイ飲料等）                                                                                       |
| 01.2 発酵乳及びレンネットミルク製品（プレーン）（食品分類01.1.2の乳飲料を除く） - 01.2.1 発酵乳（プレーン） - 01.2.2 レンネットミルク（プレーン） |
| 01.3 練乳及び類似製品（プレーン） - 01.3.1 練乳（プレーン) - 01.3.2 飲料用ホワイトナー |
| 01.4 クリーム（プレーン）及び類似製品 - 01.4.1 低温殺菌したクリーム（プレーン） - 01.4.2 滅菌及び超高温処理したクリーム、泡立て用及び泡立て済みクリーム、並びに低脂肪クリーム（プレーン） - 01.4.3 クロテッドクリーム（プレーン） - 01.4.4 クリーム類似製品 |
| 01.5 粉乳及び粉末クリーム並びに粉末類似製品（プレーン） - 01.5.1 粉乳及び粉末クリーム（プレーン） - 01.5.2 粉乳及び粉末クリーム類似製品 |
| 01.6 チーズ及び類似製品 - 01.6.1 未熟成チーズ - 01.6.2 熟成チーズ - 01.6.3 ホエイチーズ - 01.6.4 プロセスチーズ - 01.6.5 チーズ類似製品 - 01.6.6 ホエイタンパク質チーズ                                                                                     |
| 01.7 乳を主原料とするデザート（プリン、フルーツヨーグルト、フレーバーヨーグルト等） |
| 01.8 ホエイチーズを除くホエイ及びホエイ製品 - 01.8.1 ホエイチーズを除く液体ホエイ及びホエイ製品 - 01.8.2 ホエイチーズを除く乾燥ホエイ及びホエイ製品 |
| 02.0 油脂及び脂肪エマルジョン |
| 02.1 本来的に水を含まない油脂 - 02.1.1 バターオイル、無水乳脂肪、ギー |
| 02.2 主に油中水型の脂肪エマルジョン - 02.2.1 バター |

## 日本の法令に基づく乳製品
日本では食品衛生法に基づく「乳及び乳製品の成分規格等に関する省令（乳等省令）」第2条第12項で「この省令において「乳製品」とは、クリーム、バター、バターオイル、チーズ、濃縮ホエイ、アイスクリーム類、濃縮乳、脱脂濃縮乳、無糖練乳、無糖脱脂練乳、加糖練乳、加糖脱脂練乳、全粉乳、脱脂粉乳、クリームパウダー、ホエイパウダー、たんぱく質濃縮ホエイパウダー、バターミルクパウダー、加糖粉乳、調製粉乳、調製液状乳、発酵乳、乳酸菌飲料（無脂乳固形分三・〇％以上を含むものに限る。）及び乳飲料をいう。」と定義されている。
| クリーム （第2条第13項）                     | 生乳、牛乳又は特別牛乳から乳脂肪分以外の成分を除去したものをいう。 |
| バター （第2条第14項）                       | 生乳、牛乳又は特別牛乳から得られた脂肪粒を練圧したものをいう。 |
| バターオイル （第2条第15項）                 | バター又はクリームからほとんどすべての乳脂肪以外の成分を除去したものをいう。                                                                                           |
| チーズ （第2条第16項）                       | ナチュラルチーズ及びプロセスチーズをいう。 |
| 濃縮ホエイ （第2条第19項）                   | 乳を乳酸菌で発酵させ、又は乳に酵素若しくは酸を加えてできた乳清を濃縮し、固形状にしたものをいう。                                                                       |
| アイスクリーム類 （第2条第20項）             | 乳又はこれらを原料として製造した食品を加工し、又は主要原料としたものを凍結させたものであって、乳固形分三・〇％以上を含むもの（発酵乳を除く。）をいう。                 |
| 濃縮乳 （第2条第24項）                       | 生乳、牛乳又は特別牛乳を濃縮したものをいう。 |
| 脱脂濃縮乳 （第2条第25項）                   | 生乳、牛乳又は特別牛乳から乳脂肪分を除去したものを濃縮したものをいう。                                                                                                 |
| 無糖練乳 （第2条第26項）                     | 濃縮乳であって直接飲用に供する目的で販売するものをいう。 |
| 無糖脱脂練乳 （第2条第27項）                 | 脱脂濃縮乳であって直接飲用に供する目的で販売するものをいう。 |
| 加糖練乳 （第2条第28項）                     | 生乳、牛乳又は特別牛乳にしょ糖を加えて濃縮したものをいう。 |
| 加糖脱脂練乳 （第2条第29項）                 | 生乳、牛乳又は特別牛乳の乳脂肪分を除去したものにしょ糖を加えて濃縮したものをいう。                                                                                     |
| 全粉乳 （第2条第30項）                       | 生乳、牛乳又は特別牛乳からほとんどすべての水分を除去し、粉末状にしたものをいう。                                                                                       |
| 脱脂粉乳 （第2条第31項）                     | 生乳、牛乳又は特別牛乳の乳脂肪分を除去したものからほとんどすべての水分を除去し、粉末状にしたものをいう。                                                               |
| クリームパウダー （第2条第32項）             | 生乳、牛乳又は特別牛乳の乳脂肪分以外の成分を除去したものからほとんどすべての水分を除去し、粉末状にしたものをいう。                                                     |
| ホエイパウダー （第2条第33項）               | 乳を乳酸菌で発酵させ、又は乳に酵素若しくは酸を加えてできた乳清からほとんどすべての水分を除去し、粉末状にしたものをいう。                                               |
| たんぱく質濃縮ホエイパウダー （第2条第34項） | 乳を乳酸菌で発酵させ、又は乳に酵素若しくは酸を加えてできた乳清の乳糖を除去したものからほとんどすべての水分を除去し、粉末状にしたものをいう。                           |
| バターミルクパウダー （第2条第35項）         | バターミルクからほとんどすべての水分を除去し、粉末状にしたものをいう。                                                                                                 |
| 加糖粉乳 （第2条第36項）                     | 生乳、牛乳又は特別牛乳にしょ糖を加えてほとんどすべての水分を除去し、粉末状にしたもの又は全粉乳にしょ糖を加えたものをいう。                                             |
| 調製粉乳 （第2条第37項）                     | 生乳、牛乳若しくは特別牛乳又はこれらを原料として製造した食品を加工し、又は主要原料とし、これに乳幼児に必要な栄養素を加え粉末状にしたものをいう。                       |
| 調製液状乳 （第2条第38項）                   | 、生乳、牛乳若しくは特別牛乳又はこれらを原料として製造した食品を加工し、又は主要原料とし、これに乳幼児に必要な栄養素を加え液状にしたものをいう。                       |
| 発酵乳 （第2条第39項）                       | 乳又はこれと同等以上の無脂乳固形分を含む乳等を乳酸菌又は酵母で発酵させ、糊状又は液状にしたもの又はこれらを凍結したものをいう。                                         |
| 乳酸菌飲料 （第2条第40項）                   | 乳等を乳酸菌又は酵母で発酵させたものを加工し、又は主要原料とした飲料（発酵乳を除く。）をいう。                                                                         |
| 乳飲料 （第2条第41項）                       | 生乳、牛乳若しくは特別牛乳又はこれらを原料として製造した食品を主要原料とした飲料であって、第二項から第十一項まで及び第十三項から前項までに掲げるもの以外のものをいう。 |

## 加工（製造）技術による類型分類
主要な加工技術で類型分類すると下述の4つに類型分類される、北緯約40°、年間平均気温約15℃を境に、北方域と南方域とでは別々に乳加工体系が発達した。
1. 発酵系列群 - 生乳を乳酸発酵し、酸乳にしてから加工。
  - 西アジアを中心とした地域で発達した加工方法（ヨーグルト）。
2. クリーム分離系群 - 生乳からクリーム分を分離して加工。
3. 凝固剤使用系列群 - 生乳に凝固剤を添加し、チーズを得てから加工。
  - 冷涼なヨーロッパ地域や西アジアでは、レンネットを使用した凝固剤使用系列群が発達した（チーズ）。
  - 暑熱なインドには、クエン酸や柑橘類（ライム）の果汁を利用した加工方法が存在する。
4. 加熱濃縮系列群 - 生乳を加熱・濃縮して加工。